# Samsung Galaxy Tab (serie)

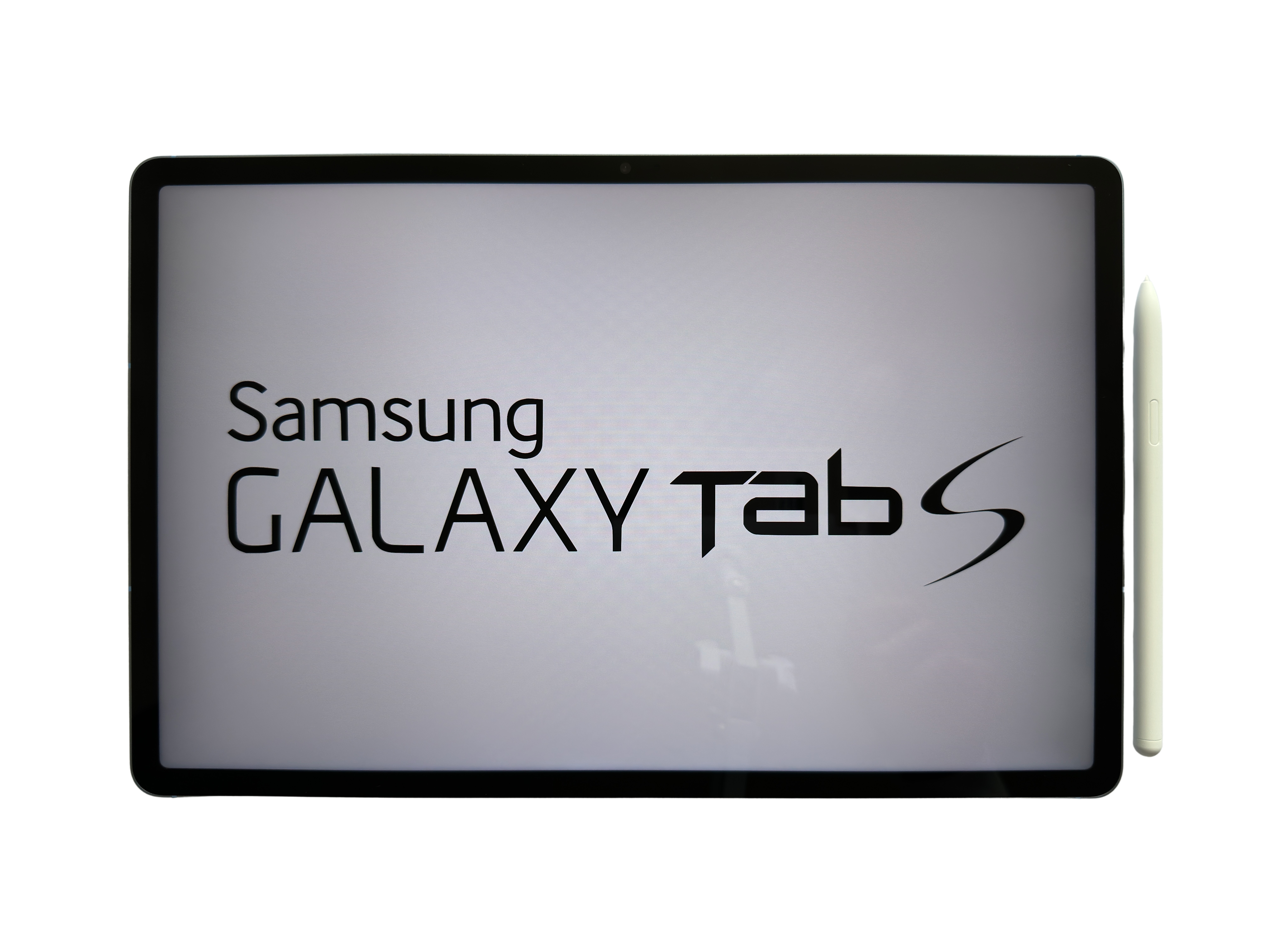
Samsung Galaxy Tab S

Samsung Galaxy Tab è una serie di tablet basati su Android prodotti da Samsung Electronics. Il primo modello della serie, il Samsung Galaxy Tab da 7 pollici, è stato presentato al pubblico il 2 settembre 2010 all'IFA di Berlino ed è stato commercializzato il 5 novembre 2010. Da allora sono stati rilasciati diversi modelli, con display da 7,7, 8,9 e 10,1 pollici. Le versioni Wi-Fi del tablet includono tutte un sistema GPS, mentre i tablet 3G e 4G includono anche la funzionalità telefonica cellulare.

## Lista comparativa dei modelli
| Modello                             | Modello                                                      | Anno | Sistema operativo | Schermo                            | CPU | GPU                                                  | RAM                                 | Memoria                                  |
| Nome                                | Codice                                                       | Anno | Sistema operativo | Schermo                            | CPU | GPU                                                  | RAM                                 | Memoria                                  |
| ----------------------------------- | ------------------------------------------------------------ | ---- | ----------------- | ---------------------------------- | --- | ---------------------------------------------------- | ----------------------------------- | ---------------------------------------- |
| Samsung Galaxy Tab / Galaxy Tab 7.0 | GT-P1010 (WiFi), GT-P1000 (3G)                               | 2010 | Android           | 7" TFT, 1024 × 600                 | Samsung Exynos 3110 (1 GHz) | PowerVR SGX540                                       | 512 MB                              | 16/32 GB                                 |
| Samsung Galaxy Tab 10.1             | GT-P7510 (WiFi), GT-P7500 (3G)                               | 2011 | Android           | 10,1" PLS, 1280 × 800              | Nvidia Tegra 2, dual-core (1 GHz) | ?                                                    | 1 GB                                | 16/32/64 GB                              |
| Samsung Galaxy Tab 10.1N            | GT-P7501                                                     | 2011 | Android           | 10,1", 1280x800 PLS                | | ?                                                    | 1 GB                                | 16/32/64 GB                              |
| Samsung Galaxy Tab 10.1v            | GT-P7100                                                     | 2011 | Android           | 10,1" TFT, 1280 × 800              | Nvidia Tegra 2, dual-core (1 GHz) | ?                                                    | 1 GB                                | 16/32 GB                                 |
| Samsung Galaxy Tab 8.9              | GT-P7310 (WiFi), GT-P7300 (3G)                               | 2011 | Android           | 8,9" TFT, 1280 × 800               | Nvidia Tegra 2, dual-core (1 GHz) | ?                                                    | 1 GB                                | 16/32 GB                                 |
| Samsung Galaxy Tab 7.0 Plus         | GT-P6210 (WiFi), GT-P6200 (3G)                               | 2011 | Android           | 7" PLS, 1024 × 600                 | Samsung Exynos 4210 (1,2 GHz) | ?                                                    | 1 GB                                | 16/32 GB                                 |
| Samsung Galaxy Tab 7.7              | GT-P6810 (WiFi), GT-P6800 (3G)                               | 2012 | Android           | 7.7" Super AMOLED Plus, 1280 × 800 | Samsung Exynos 4210, dual-core (1,4 GHz) | ?                                                    | 1 GB                                | 16/32/64 GB                              |
| Samsung Galaxy Tab 2 7.0            | GT-P3110 (WiFi), GT-P3100 (3G)                               | 2012 | Android           | 7" PLS, 1024 × 600                 | Texas Instruments OMAP4430, dual-core (1 GHz) | PowerVR SGX540                                       | 1 GB                                | 8/16/32 GB                               |
| Samsung Galaxy Tab 2 10.1           | GT-P5110 (WiFi) Eu, GT-P5113 (WiFi) USA, GT-P5100 (3G)       | 2012 | Android           | 10,1" PLS, 1280 × 800              | Texas Instruments OMAP4430, dual-core (1 GHz) | PowerVR SGX540                                       | 1 GB                                | 16/32 GB                                 |
| Samsung Galaxy Tab 3 7.0            | SM-T210 (WiFi), SM-T211 (3G), SM-T215 (4G)                   | 2013 | Android           | 7" TFT, 1024 × 600                 | PXA986, dual-core (1,2 GHz) | ?                                                    | 1 GB                                | 8/16 GB                                  |
| Samsung Galaxy Tab 3 Lite 7.0       | SM-T111 (3G / Wifi), SM-T110 (Wifi)                          | 2014 | Android           | 7"                                 | |                                                      |                                     |                                          |
| Samsung Galaxy Tab 3 8.0            | SM-T310 (WiFi), SM-T311 (3G), SM-T315 (4G)                   | 2013 | Android           | 8" TFT, 1280 × 800                 | Samsung Exynos 4212, dual-core (1,5 GHz) | Mali-400MP                                           | 1,5 GB                              | 16/32 GB                                 |
| Samsung Galaxy Tab 3 10.1           | GT-P5210 (WiFi), GT-P5200 (3G), GT-P5220 (4G)                | 2013 | Android           | 10,1" TFT, 1280 × 800              | Intel Atom Z2560, dual-core (1,6 GHz) | PowerVR SGX544MP2                                    | 1 GB                                | 16/32 GB                                 |
| Samsung Galaxy Tab 4 7.0            | SM-T230 (WiFi), SM-T231 (3G), SM-T235 (4G)                   | 2014 | Android           | 7" TFT, 1280 × 800                 | Quad-core (1.2 GHz Cortex-A7) | GC1000                                               | 1,5 GB                              | 8/16 GB                                  |
| Samsung Galaxy Tab 4 8.0            | SM-T330 (WiFi), SM-T331 (3G), SM-T335 (4G)                   | 2014 | Android           | 8" TFT, 1280 × 800                 | Quad-core (1.2 GHz Cortex-A7) | Adreno 305                                           | 1,5 GB                              | 16/32 GB                                 |
| Samsung Galaxy Tab 4 10.1           | SM-T530 (WiFi), SM-T531 (3G), SM-T535 (4G)                   | 2014 | Android           | 10,1" TFT, 1280 × 800              | Quad-core (1.2 GHz Cortex-A7) | Adreno 305                                           | 1,5 GB                              | 16/32 GB                                 |
| Samsung Galaxy Tab Pro 8.4          | SM-T320 (WiFi), SM-T321 (3G), SM-T325 (4G)                   | 2014 | Android           | 8,4" Super Clear LCD, 2560 × 1600  | 1.9 GHz 4-core A15 & 1.3 GHz 4-core A7 /, Qualcomm Snapdragon 800 2.3 GHz Quadcore | Mali-T628                                            | 2 GB                                | 16/32 GB                                 |
| Samsung Galaxy Tab Pro 10.1         | SM-T520 (WiFi), SM-T525 (3G)                                 | 2014 | Android           | 10,1" Super Clear LCD, 2560 × 1600 | 1.9 GHz 4-core A15 & 1.3 GHz 4-core A7, Qualcomm Snapdragon 800 2.3 GHz Quadcore | ?                                                    | 2 GB                                | 16/32 GB                                 |
| Samsung Galaxy Tab Pro 12.2         | SM-T900 (WiFi), SM-T905 (LTE, 3G & Wifi)                     | 2014 | Android           | 12,2" Super Clear LCD, 2560 × 1600 | Octa-core (4x1.9 GHz Cortex-A15 + 4x1.3 GHz Cortex-A7), Exynos 5420 Octa (28 nm) | Mali-T628 MP6                                        | 3 GB                                | 32/64 GB                                 |
| Samsung Galaxy Tab S 8.4            | SM-T700 (WiFi), SM-T701 (3G), SM-T705 (4G)                   | 2014 | Android           | 8,4" Super Amoled, 2560 × 1600     | 1.9 GHz 4-core A15 & 1.3 GHz 4-core A7 /, Qualcomm Snapdragon 800 2.3 GHz Quadcore | Mali-T628                                            | 3 GB                                | 16/32 GB                                 |
| Samsung Galaxy Tab S 10.5           | SM-T800 (WiFi)                                               | 2014 | Android           | 10,5" Super Amoled, 2560 × 1600    | 1.9 GHz 4-core A15 & 1.3 GHz 4-core A7 /, Qualcomm Snapdragon 800 2.3 GHz Quadcore | Mali-T628                                            | 3 GB                                | 16/32 GB                                 |
| Samsung Galaxy Tab S2 8.0           | SM-T710, SM-T713, SM-T715 (WiFi), SM-T719 (LTE)              | 2015 | Android           | 8" Super AMOLED, 2048 × 1536       | Octa-core (4x1.9 GHz & 4x1.3 GHz) - T710, T715 Octa-core (4x1.8 GHz Cortex-A72 & 4x1.4 GHz Cortex-A53) - T719N Exynos 5433 - T710, T715 Qualcomm MSM8976 Snapdragon 652 (28 nm) - T719N               | Mali-T760 MP6 - T710, T715 Adreno 510 - T719N        | 3 GB                                | 32/64 GB                                 |
| Samsung Galaxy Tab S2 9.7           | SM-T810 (solo mod. Wi-Fi), SM-T815, SM-T817 (3G/LTE e Wi-Fi) | 2015 | Android           | 9,7" Super AMOLED, 2048 × 1536     | Octa-core (4x1.9 GHz & 4x1.3 GHz) - T810, T815 Octa-core (4x1.8 GHz Cortex-A72 & 4x1.4 GHz Cortex-A53) - T813N, T819N Exynos 5433 - T810, T815 Qualcomm MSM8976 Snapdragon 652 (28 nm) - T813N, T819N | Mali-T760 MP6 - T810, T815 Adreno 510 - T813N, T819N | 3 GB                                | 32/64 GB                                 |
| Samsung Galaxy Tab S3 9.7           | SM-T820 (Wi-Fi), SM-T825 (3G/LTE)                            | 2017 | Android           | 9,7" Super AMOLED, 2048 × 1536     | Quad-core (2x2.15 GHz Kryo & 2x1.6 GHz Kryo), Qualcomm MSM8996 Snapdragon 820 (14 nm) | Adreno 530                                           | 4 GB                                | 32 GB                                    |
| Samsung Galaxy Tab S4 10.5          | SM-T830 (Wi-Fi), SM-T835 (LTE)                               | 2018 | Android           | 10,5" Super AMOLED, 2560 × 1600    | Octa-core (4x2.35 GHz Kryo & 4x1.9 GHz Kryo), Qualcomm MSM8998 Snapdragon 835 (10 nm) | Adreno 540                                           | 4 GB 6 GB (solo in Corea del Sud)   | 64/256 GB                                |
| Samsung Galaxy Tab E 8              | SM-T375 (Wi-Fi), SM-T377 (4G)                                | 2016 | Android           | 8" TFT, 1280 × 800                 | Quad-core 1.3 GHz Cortex-A53, Qualcomm MSM8916 Snapdragon 410 (28 nm) | Adreno 306                                           | 1,5 GB                              | 16 GB                                    |
| Samsung Galaxy Tab E 9.6            | SM-T560 (WiFi), SM-T561 (3G & WiFi)                          | 2015 | Android           | 9,6" TFT, 1280 × 800               | Quad-core 1.3 GHz Quad-core 1.2 GHz - USA model, Qualcomm MSM8916 Snapdragon 410 (28 nm) | Adreno 306                                           | 1,5 GB                              | 8/16 GB                                  |
| Samsung Galaxy Tab A 8.0            | SM-T350 (WiFi), SM-T355 (3G, 4G/LTE & WiFi)                  | 2015 | Android           | 8" IPS LCD, 1280 × 800             | Quad-core 1.4 GHz Cortex-A53, Qualcomm MSM8917 Snapdragon 425 (28 nm) | Adreno 308                                           | 2 GB                                | 16 GB                                    |
| Samsung Galaxy Tab A 9.7            | SM-T550 (WiFi), SM-T555 (3G, 4G/LTE & WiFi)                  | 2015 | Android           | 9,7" TFT, 1024 × 768               | Quad-core 1.2 GHz | ?                                                    | 1,5 GB                              | 16 GB                                    |
| Samsung Galaxy Tab A 6.0            | ?                                                            | 2016 | Android           | 6"                                 | ? | ?                                                    | ?                                   | ?                                        |
| Samsung Galaxy Tab A 7.0            | SM-T280 (Wi-Fi), SM-T285 (LTE/Wi-Fi)                         | 2016 | Android           | 7" TFT, 1280 × 800                 | Quad-core 1.3 GHz | ?                                                    | 1,5 GB                              | 8 GB                                     |
| Samsung Galaxy Tab A 8.0 (2017)     | SM-T380 (Wi-Fi), SM-T385 (4G/LTE)                            | 2017 | Android           | 8" TFT, 1280 × 800                 | Quad-core 1.4 GHz | ?                                                    | 2 GB                                | 16 GB                                    |
| Samsung Galaxy Tab A 10.1 (2016)    | SM-T580 (WiFi), SM-T585 (3G, 4G/LTE & WiFi)                  | 2016 | Android           | 10,1" TFT, 1920 × 1200             | Octa-core 1.6 GHz | ?                                                    | 2 GB                                | 16 GB                                    |
| Samsung Galaxy Tab A 10.1           | SM-T580 (WiFi), SM-T585 (3G, 4G/LTE & WiFi)                  | 2016 | Android           | 10,1" PLS LCD, 1920 × 1200         | Octa-core (4x1.6 GHz Cortex-A53 & 4x1.0 GHz Cortex-A53), Exynos 7870 Octa (14 nm) | Mali-T830 MP2                                        | 2 GB 3 GB (solo versione con S-Pen) | 16 GB 16/32 GB (solo versione con S-Pen) |
| Samsung Galaxy Tab A 10.5           | SM-T590 (Wi-Fi), SM-T595 (LTE)                               | 2018 | Android           | 10,5" IPS LCD, 1920 × 1200         | Octa-core 1.8 GHz Cortex-A53, Qualcomm Snapdragon 450 (14 nm) | Adreno 506                                           | 3 GB                                | 32 GB                                    |
| Samsung Galaxy Tab Pro S 12.0       | SM-W703                                                      | 2016 | Windows           | 12", 2160 × 1440                   | Dual-core 2.2 GHz | ?                                                    | 4 GB                                | 128 GB                                   |
| Samsung Galaxy Book 10.6            | SM-W620, SM-W627                                             | 2017 | Windows           | 10,6" TFT, 1920 × 1280             | Dual-core 2.6 GHz | ?                                                    | 4 GB                                | 128 GB                                   |
| Samsung Galaxy Book 12.0            | SM-W720, SM-W728                                             | 2017 | Windows           | 12", 2160 × 1440                   | Dual-core 2.5 GHz | ?                                                    | 8 GB                                | 256 GB                                   |
| Samsung Galaxy Tab Active           | SM-T360                                                      | 2014 | Android           | 8" LCD, 1280 × 800                 | Quad-core 1.2 GHz Cortex-A7, Qualcomm Snapdragon 400 (28 nm) | Adreno 305                                           | 1,5 GB                              | 16 GB                                    |
| Samsung Galaxy Tab Active 2         | SM-T395 (LTE), SM-T390 (WiFi)                                | 2018 | Android           | 8" LCD, 1280 × 800                 | Octa-core 1.6 GHz Cortex-A53, Exynos 7870 Octa (14 nm) | ?                                                    | 3 GB                                | 16 GB                                    |
| Samsung Galaxy View                 | SM-T670                                                      | 2015 | Android           | 18,4" TFT, 1920 × 1080             | Octa-core 1.6 GHz Cortex-A53, Exynos 7580 Octa | Mali-T720MP2                                         | 2 GB                                | 32/64 GB                                 |
| Samsung Galaxy Note 8.0             | ?                                                            | 2013 | Android           | 8" TFT, 1280 × 800                 | Quad-core 1.6 GHz Cortex-A9, Exynos 4412 Quad (32 nm) | Mali-400MP4                                          | 2 GB                                | 16/32 GB                                 |
| Samsung Galaxy Note 10.1            | SM-N800, SM-N8010, SM-N8020 (LTE)                            | 2012 | Android           | 10,1" PLS, 1280 × 800              | Quad-core 1.4 GHz Cortex-A9 /, Exynos 4412 Quad (32 nm) | Mali-400MP4                                          | 2 GB                                | 16/32/64 GB                              |
| Samsung Galaxy Note 10.1 (2014)     | SM-P600 (Wifi), SM-P601 (3G & Wifi), SM-P605 (LTE 3G & Wifi) | 2013 | Android           | 10,1" Super Clear LCD, 2560 × 1600 | Quad-core 2.3 GHz Krait 400 - LTE model Octa-core (4x1.9 GHz Cortex-A15 & 4x1.3 GHz Cortex-A7) - 3G model, Qualcomm Snapdragon 800 (28 nm)                                                            | Adreno 330 (modello LTE)                             | 3 GB                                | 16/32/64 GB                              |
| Samsung Galaxy Note Pro 12.2        | SM-P900 (Wifi), SM-P905 (LTE 3G & Wifi)                      | 2014 | Android           | 12,2" Super Clear LCD, 2560 × 1600 | Octa-core (4x1.9 GHz Cortex-A15 & 4x1.3 GHz Cortex-A7), Exynos 5420 Octa (28 nm) | Mali-T628 MP6                                        | 3 GB                                | 32/64 GB                                 |